# Агагусейноглы, Эльхан
Эльхан Агагусейн оглы Агагусейнов (азерб. Elxan Ağahüseyn oğlu Ağahüseynov; 8 декабря 1942, Баку — 2 августа 2009, Баку) — азербайджанский актер театра и кино, Народный артист Азербайджанской Республики (2002).

## Жизнь и деятельность
Эльхан Агагусейноглы родился 8 декабря 1942 года в Баку. Студентом в 1960 году был принят на работу в Азербайджанский государственный драматический театр, где проработал более 40 лет. За это время он исполнил множество ярких и разнообразных ролей в различных жанрах:
- Варри («Антоний и Клеопатра», У. Шекспир),
- Рейнальдо («Гамлет», У. Шекспир),
- Шут («Много шума из ничего», У. Шекспир),
- Первый актер (Король) («Гамлет», У. Шекспир),
- Герцог Корнуэльский («Король Лир», У. Шекспир),
- Этьен («Орлеанская дева», Ф. Шиллер),
- Курд Муса, Зульфугар и Ибрагим-хан («Вагиф», С. Вургун),
- Оздемир («Огненная невеста», Дж. Джаббарлы),
- Гюльверди («Алмаз», Дж. Джаббарлы),
- Мешади («Вихри», С. Решман),
- Убийца («Слава или забытый человек»),
- Наиб («Хайям»),
- Хахан («Иблис»),
- Кинто («Князь», Г. Джавид),
- Кимбл («Трёхгрошовая опера», Б. Брехт),
- Агях («Кровавая Нигяр», С. Шендиль),
- Зияд и Эмир («Игра в снежки летом», В. Самедоглу),
- Второй человек («Куда идет этот мир»),
- Наблюдатель («Крик»),
- Китайский воин («Меч, рубящий нас самих»),
- Ибн Сухейль («Под деревом»),
- Гюльага («Соперничество», Б. Вахабзаде),
- Мирза Гусейн-хан («Шейх Хиябани», И. Афендиев),
- Лисаневич («Владыка и его дочь», И. Эфендиев),
- Поляничко («Ах, Париж... Париж!..», Эльчин),
- Профессор («Мечта в почтовом отделении», Эльчин),
- Шарманщик («Письма из Брюсселя», Мир Джалал Пашаев),
- Кияс («Воскресший человек», Мир Джалал),
- Наместник («Хуршидбану Натаван», И. Эфендиев),
- Учитель («Мертвые», Дж. Мамедкулизаде),
- Мешади Сафтар («Меценат», А. Амирли),
- Джумшуд-хан («Эльоглу», А. Шаиг) и другие.

Эльхан Агагусейноглы также сыграл роли в десятках телевизионных фильмов производства Азербайджанского государственного телевидения, включая:
- «Сердце не любит покоя» (директор),
- «Бывшие» (директор),
- «Имя — твоё, вкус — мой» (инспектор),
- «Сладкий соловей» (пассажир),
- «Генерал» (офицер),
- «Гаджи-Кара» (Капитан Халил) и другие.

Актёр снялся в художественных фильмах «Последний путь», «Страницы жизни», «Юбилей Данте», «Окно печали».
Эльхан Агагусейноглы скончался 2 августа 2009 года.

## Награды
- «Заслуженный артист Азербайджана» — 22 мая 1991 года
- «Народный артист Азербайджана» — 2002 год.[1]
- Персональный пенсионер Президента Азербайджанской Республики — 1 апреля 2005 года.[4]

## Фильмография
1. «День рождения» (фильм, 1977) — озвучивание роли: скотовод
2. «Имя — твоё, вкус — мой» (фильм, 1980) — полнометражный фильм (АзТВ)
3. «Вальс для белых лошадей» (фильм, 1987) — полнометражный фильм
4. «Шестая палата» (фильм, 1994)
5. «Удар в спину» (фильм, 1977)
6. «Астана» (фильм, 1986)
7. «Первый месяц года лошади» (фильм, 1993)
8. «Ему конец» (фильм, 1986)
9. «Последний перевал» (фильм, 1971) — роль: комсомолец
10. «Бабек» (фильм, 1979)
11. «Прилетала сова» (фильм, 1978)
12. «Мгновение истины» (фильм, 2003)
13. «Послезавтра, в полночь» (фильм, 1981)
14. «Наш странный дядя» (фильм, 2005)
15. «Детёныш чудовища» (фильм, 1997)
16. «Юбилей Данте» (фильм, 1978)
17. «Кура неукротимая» (фильм, 1969)
18. «Острый нож» (фильм, 1975)
19. «Дома на перекрёстке» (фильм, 1982)
20. «Приключения молодежи» (фильм) — полнометражный фильм (AzTV)
21. «Я ещё вернусь» (фильм, 1980)
22. «Санаторий смеха» (фильм, 1989)
23. «Хами» (фильм, 1981)
24. «Предприимчивые люди» (фильм, 1977)
25. «Допрос» (фильм, 1979)
26. «Двадцать шесть бакинских комиссаров» (фильм, 1966)
27. «Мужчины» (фильм, 1979)
28. «Рыцари чёрного озера» (фильм, 1984)
29. «Мститель из Гянджабасара» (фильм, 1974)
30. «Свекровь» (фильм, 1978)
31. «Голос из ниоткуда» (фильм, 2002)
32. «Не бойся, я с тобой» (фильм, 1981)
33. «Немой» (фильм, 1992)
34. «Тысяча первое слово» (фильм, 1997)
35. «Насими» (фильм, 1973)
36. «Твой первый час» (фильм, 1973)
37. «Страницы жизни» (фильм, 1974)
38. «Дороги жизни» (фильм, 1982)
39. «Его бедовая любовь» (фильм, 1980)
40. «Бывшие» (фильм, 1999)
41. «Новые приключения бывших» (фильм, 2000)
42. «Сказка о Валехе и Сарыкёйнек» (фильм, 1980)
43. «Лев ушёл из дома» (фильм, 1977)
44. «Сладкий соловей» (фильм, 2000)
45. «Телефонные приключения» (фильм, 1990)
46. «Новая жизнь» (2005)
47. «Место родное» (фильм, 1994)
48. «Место родное» (фильм, 1997)